# Melanoleuca nivea
Melanoleuca nivea är en svampart som beskrevs av Métrod ex Boekhout 1988. Melanoleuca nivea ingår i släktet Melanoleuca och familjen Tricholomataceae.   Inga underarter finns listade i Catalogue of Life.
I den svenska databasen Dyntaxa används istället namnet Melanoleuca subpulverulenta för samma taxon.  Arten är reproducerande i Sverige.